# Kéjgyilkos
A kéjgyilkos az a személy, aki szexuális erőszakot alkalmazva követ el emberölést. A női sorozatgyilkosok száma sokkal alacsonyabb, mint a férfiaké, és kevésbé brutálisan is ölnek. Alapvetően két típusuk van: a kényszeres és az érzelemvezérelt gyilkosok.

## Kényszeres kéjgyilkos
Sok esetben pszichopaták is egyszerre, jól elrejtik érzelmeiket és képtelenek kötődést kialakítani. Ennek ellenére gyerekkori traumát ritkán lehet felfedezni az élettörténetükben. A legtöbb esetben magányos alakok, de ha van párjuk, akkor kedvesek és jó kapcsolatot tartanak fent vele. Intelligensek, teljesen hétköznapiak, tehát olyan emberek, akikről egyáltalán nem gondolná senki, hogy egy másik életet is élnek, gyilkosként. Pont ezért is nehéz az elfogásuk.
Több típusra lehet őket osztani: 
1. hatalomorientált - abban találja meg az élvezetet, ha uralkodhat az áldozaton
2. hedonista - a kéjt mások megkínzása által éli át
3. látnok - alakokat lát és hangokat hall, melyek megparancsolják neki a gyilkolást
4. hittérítő - úgy gondolja, hogy küldetést teljesít, és szíve ügyének érzi különböző embercsoportok megtorlását

Ami a kényszeres kéjgyilkosoknál a szexuális kielégülést okozza, az az emberek vadászata. Biztosak benne, hogy a rendőrség nem fogja őket elkapni, menekülésüket előre megszervezik. A testet és a bizonyítékokat elrejtik a halál beállta után. Jellemző rájuk, hogy ismeretlen áldozatukat megszemélyesítik, gyakran mozgáskorlátozást is alkalmaznak rajta. Áldozatként a gyenge és sebezhető személyeket preferálják. Minden áldozat után van egyfajta lecsillapodási időszakuk, amely alatt teljesen hétköznapi életet élnek. Van, amikor úgy tűnik, hogy leálltak a gyilkolással, pedig csak más helyre költöztek vagy egy új módszert alkalmaznak. Narcisztikus, illetve antiszociális személyiségzavarral jellemezhetőek, előre kitervelt módszerrel dolgoznak, forgatókönyvszerűen.

## Érzelemvezérelt gyilkosok
Náluk már gyerekkori traumák és gyakran fizikai és szexuális bántalmazások találhatóak az élettörténetben. Ezért is vágynak nagyon a kötődésre, könnyen felidegesíthetők, hiperaktívak, közepes mértékű pszichopátia jellemzi őket, indulatból gyilkolnak és dühüket áttolják az áldozatra, ilyen módon vezetik le. Általában különböző személyiségzavarokkal és hangulatzavarral kezelik őket, gyakran felfedezhetőek elkerülő és skizoid vonások. Nem tervezik meg előre a gyilkosságot, mindent a helyszínen hagynak és a testet sem mozdítják el. Általában régebbről ismert áldozatot választanak. Nem sok testi korlátozást alkalmaznak, mivel gyorsan és hirtelen felindulásból ölnek. Csak miután beállt a halál, akkor használják a testet szexuális kielégülés céljából, mivel képtelenek a normális szexualitásra.